# چانگ چنگ-شین
چانگ چنگ-شین (انگلیسی: Chang Cheng-hsien؛ زادهٔ ۸ فوریهٔ ۱۹۶۷) بازیکن بیسبال اهل تایوان است.